# آرتزینیانو

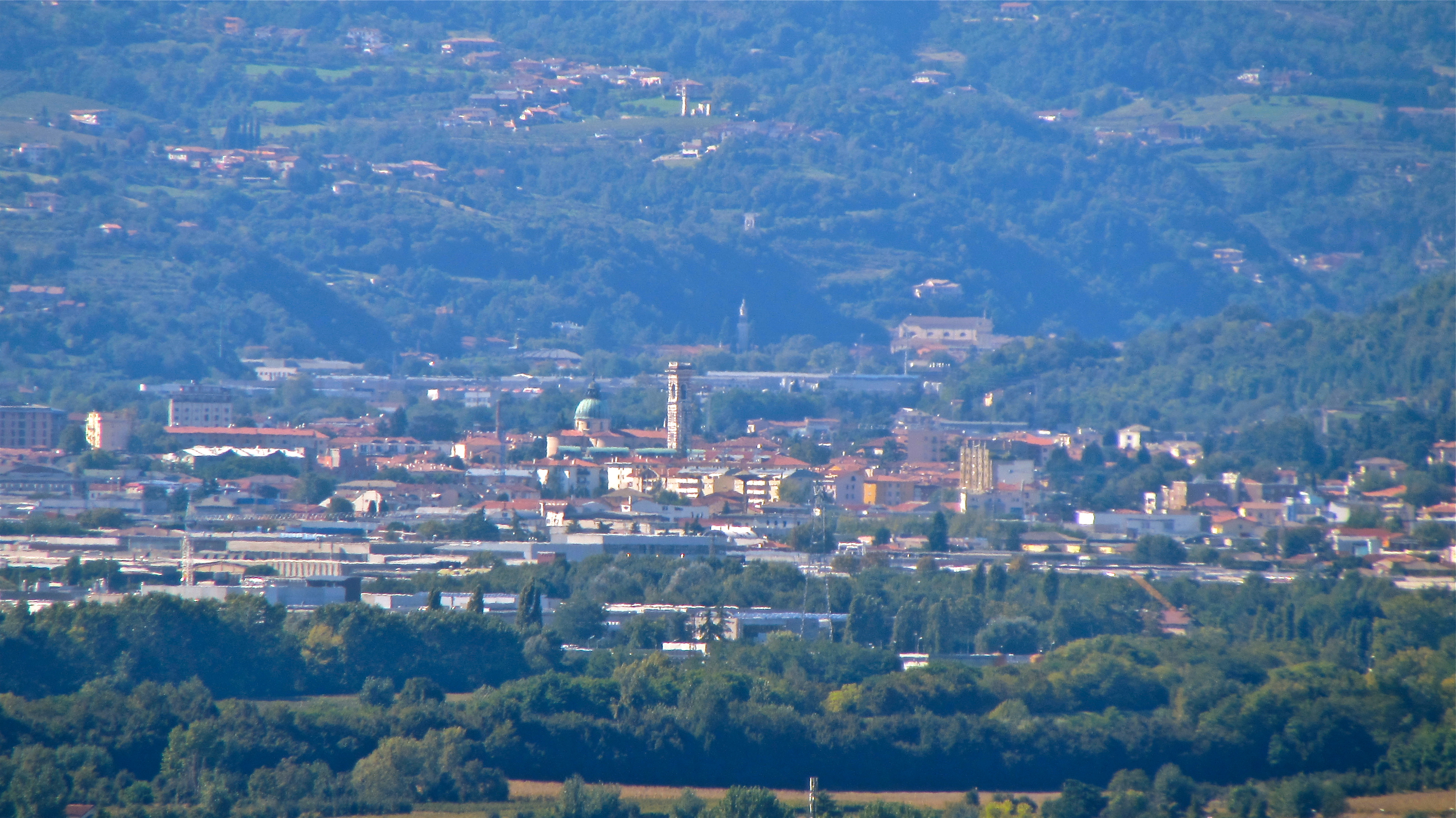
نمایی از کومونه «آرتزینیانو»

آرتزینیانو (به ایتالیایی: Arzignano) یک کومونه در ایتالیا است که در استان ویچنزا واقع شده‌است.

## خصوصیات
آرتزینیانو ۳۴ کیلومترمربع مساحت و ۲۵٬۷۱۳ نفر جمعیت دارد.